# La reina del flow
La reina del flow es una telenovela colombiana producida por Caracol Televisión, a cargo de Teleset y Sony Pictures Television.
Está protagonizada por Carolina Ramírez, Carlos Torres y Andrés Sandoval, junto con Lucho Velasco y Marcelo Dos Santos (en la segunda temporada) en los roles antagónicos. Acompañados por María José Vargas, Guillermo Blanco, Juan Manuel Restrepo, Mariana Gómez, Luna Baxter y Mabel Moreno.
El 9 de octubre de 2018, Caracol Televisión renovó la telenovela para una segunda temporada, la cual se estrenó el 26 de abril de 2021 y finalizó el 10 de septiembre de 2021.
El 17 de septiembre de 2024, la telenovela fue renovada para una tercera temporada.

## Trama
Yeimy Montoya (María José Vargas) es una cantante colombiana de 16 años que estudiaba y ayudaba a sus padres en el negocio que tenían. Ella tenía mucho talento para las rimas y ritmos musicales, pero es un secreto que ha guardado durante varios años. Estuvo enamorada de su compañero de clases y vecino Charly, a quien le ha escrito muchas canciones y que mantiene en secreto en su libreta, la cual protege y cuida como si fuera su propio hijo. Pero desafortunadamente una tragedia ocurre y sus padres son asesinados, mientras que ella confiaba en quien no debía, su libreta en donde están todas sus canciones caen en las manos de la persona que le destruye su felicidad y le arrebata su libertad, condenándola a más de 17 años a prisión.
17 años más tarde, Yeimy sale de prisión tras llegar a un acuerdo con las autoridades, para así comenzar con su venganza en contra del hombre que tanto amó y confió y que ahora odia con toda su alma. Yeimy Montoya (Carolina Ramírez) de adulta, dejará de ser quien es para convertirse en una nueva mujer llamada Tammy Andrade, una mujer de 34 años que se dedica a la producción musical y a buscar nuevos talentos en la industria. Ahora, con el apoyo de nuevas personas y toda su fama, buscará la manera de seguir con su plan de venganza, aunque a veces todo da un giro inesperado.
Por otra parte, Carlos Cruz (Carlos Torres), es un joven que tiene muchas seguidoras y que vuelve locas a las mujeres con sus canciones, se siente el rey del flow, aunque la realidad es otra. Ya que es un mentiroso, falso y cobarde. Él es quien enamora a Yeimy para así poder obtener fama a través de sus canciones sin importarle absolutamente nada, le arrebató sus sueños de ser cantante y la condenó a vivir una vida miserable en prisión. Años más tarde, ahora convertido en Charly Flow (Carlos Torres) es uno de los cantantes más famosos a nivel nacional en toda Colombia, y ha formado una familia con su amor de juventud Gema (Mabel Moreno) con quien tiene una hija. Ahora con su nueva vida ya no es el mismo joven de años atrás, pues ahora es muy mezquino, egocéntrico y una peor persona. Pues también trabaja con su tío Manín (Lucho Velasco), un narcotraficante que reside en la ciudad de Medellín.
Pero a pesar de todo, no todo es desgracia para la vida de Yeimy, pues cuenta con el apoyo de su amigo incondicional Juan Camilo, o más conocido como Juancho (Guillermo Blanco), es un joven de 17 años que cuida a sus hermanos pequeños desde que su madre los abandonó para irse a vivir una mejor vida. Él guarda un gran secreto, y es que está enamorado de Yeimy, lo que hace que entre en conflicto con su amigo desde la infancia, Charly, pues no solo eso hace que se separen, sino también su arrogancia y su ambición. Años más tarde, Juancho (Andrés Sandoval) cumple su sueño de ser productor musical junto con la ayuda de su amigo El Búho, con quien crea una compañía. Su vida desde que Yeimy no está cambió completamente y ahora está comprometido con Catalina, la mejor amiga de Yeimy en la juventud. Aunque su relación con ella sea estable, pronto se dará cuenta de que no será así, pues su amor por Yeimy nunca cambió. De pronto Yeimy irrumpe en la vida de Juancho, ahora como Tammy Andrade, y él, sin darse cuenta de que Tammy es su amor de juventud, comienza a sentir atracción hacia ella, aun creyendo que Yeimy murió en la prisión en donde estaba recluida.

## Reparto

### Reparto principal
- Carolina Ramírez como Yeimy Montoya Vélez / Tammy Andrade
  - María José Vargas como Yeimy Montoya Vélez (joven)
- Carlos Torres como Carlos «Charly Flow» Cruz Martínez
- Juan Manuel Restrepo como Carlos «Charly Flow» Cruz Martínez (joven) / Erick Mateo «Pez Koi» Cruz Montoya
- Andrés Sandoval como Juan Camilo «Juancho» Mesa
  - Guillermo Blanco como Juan Camilo «Juancho» Mesa (joven)
- Adriana Arango como Ligia Martínez de Cruz
- Mabel Moreno como Gema Granados de Cruz
- Lucho Velasco como Dúver «Manín» Cruz
- Pacho Rueda como Lucio Albarracín
- Diana Wiswell como Catalina «Cata» Bedoya
- Mariana Garzón como Vanessa Cruz Granados
- Marcos Andrés Carreño «Kiño» como Axel Rodríguez
- Sebastián Silva como Pedro Alberto «Pite» Alberto Espitia
- Mariana Gómez como Irma Serna «El Huracán»

### Reparto recurrente
- Carmenza Cossio como Carmenza de Montoya
- Pedro Pablo Ochoa Quijano como «El Búho»
- Adrián Jiménez como Hernán Prieto, alias «Carrancho»
- David Ojalvo como Agente Ben Rizzo[7]
- Alejandro Otero como Jack Del Castillo
- Valentina Lizcano como Zulma López[8]
- Miroslava Morales como Lyl Fanny «La Taína» [9][10]
- Juliana Moreno como Lina Mesa
- Camilo Saenz como Alberto Triana
- María Camila Giraldo como Silvana Jaramillo
- Kevin Bury como Cristian «Cris» Vega[11]
- Eduardo López como Rodrigo Fajardo «Rucko»
- Lina Cardona como Carolina Pizarro
- Fernando de la Pava como Miguel Barbosa
- Humberto Rivera como Detective Ricardo Contreras
- Valeria Bertagnini como Doña Gloria de Bedoya
- Fernando Lara como Darío Celis, alias «Don Edgar»
- Martha Ginneth Rincón como Doña Estela de Espitia
- Vannesa Di Quatro como Rosalía Armenta
- Pedro Roda como José Serna[12]

### Estrellas invitadas
- Sebastián Yatra como él mismo[13]
- Karol G como ella misma[14]
- Paty Cantú como ella misma[15]
- Joey Montana como él mismo[16]
- Feid como él mismo[17]
- Manuel Turizo como él mismo
- Rauw Alejandro como él mismo

### Voces de canto
- David Botero: voz de Erick Cruz (temporada 1)[18]
- Juan Camilo Triana: voz de Erick Cruz (temporada 2 y 3)
- Gelo Arango: voz de Yeimy Montoya[19] (temporada 1)
- Guita: voz de Yeimy Montoya[20] (temporada 2 y 3)
- Alejandro Valencia: voz de Charly Flow [21] (temporada 1 y 2)
- Mario Lora: voz de Charly Flow (temporada 3)

## Episodios
| Temporada | Temporada | Episodios | Episodios | Emisión original    | Emisión original         |
| Temporada | Temporada | Episodios | Episodios | Primera emisión     | Última emisión           |
| --------- | --------- | --------- | --------- | ------------------- | ------------------------ |
|           | 1         | 82        | 82        | 12 de junio de 2018 | 9 de octubre de 2018     |
|           | 2         | 90        | 90        | 26 de abril de 2021 | 10 de septiembre de 2021 |

## Música
| N.º     | Título                                                                      | Escritor(es)                                                                 | Duración |  |
| 1.      | «Amor Imposible (Versión de Erick)» (Erick/David Botero)                    | David Botero, Sebastián Luengas y Nicolás Uribe                              | 2:56     |  |
| 2.      | «Amor Imposible (Versión de Yeimy)» (Yeimy Montoya/Gelo Arango)             | David Botero, Sebastián Luengas y Nicolás Uribe                              | 2:58     |  |
| 3.      | «Beligerante» (Chris Vega/Hernán Darío Ramírez Mejía)                       | David Botero, Sebastián Luengas y Nicolás Uribe                              | 2:14     |  |
| 4.      | «Blink Blink Móvil» (Erick/David Botero)                                    | David Botero, Sebastián Luengas y Nicolás Uribe                              | 0:50     |  |
| 5.      | «Bombón» (Erick/David Botero)                                               | David Botero, Sebastián Luengas y Nicolás Uribe                              | 2:59     |  |
| 6.      | «De dónde vengo yo» (Yeimy Montoya/Gelo Arango)                             | David Botero, Sebastián Luengas y Nicolás Uribe                              | 3:05     |  |
| 7.      | «Depredador» (Yeimy Montoya/Gelo Arango)                                    | David Botero, Sebastián Luengas y Nicolás Uribe                              | 3:06     |  |
| 8.      | «Desilusión» (Yeimy Montoya/Gelo Arango)                                    | David Botero, Sebastián Luengas y Nicolás Uribe                              | 2:49     |  |
| 9.      | «Dime lo que sientes» (Charly Flow/Alejo Valencia)                          | David Botero, Sebastián Luengas y Nicolás Uribe                              | 2:52     |  |
| 10.     | «El goce» (Erick/David Botero)                                              | David Botero, Sebastián Luengas y Nicolás Uribe                              | 2:26     |  |
| 11.     | «Enamorándome de ti» (Erick/David Botero)                                   | David Botero, Sebastián Luengas y Nicolás Uribe                              | 2:59     |  |
| 12.     | «Estamos perdiendo el tiempo» (Erick/David Botero)                          | David Botero, Sebastián Luengas y Nicolás Uribe                              | 2:55     |  |
| 13.     | «Familia» (Erick/David Botero)                                              | David Botero, Sebastián Luengas y Nicolás Uribe                              | 2:00     |  |
| 14.     | «Fénix» (Yeimy Montoya/Gelo Arango)                                         | David Botero, Sebastián Luengas y Nicolás Uribe                              | 2:39     |  |
| 15.     | «Injusticia» (Yeimy Montoya/Gelo Arango)                                    | David Botero, Sebastián Luengas y Nicolás Uribe                              | 1:11     |  |
| 17.     | «Más allá de la penumbra» (Irma/Mariana Gómez)                              | David Botero, Sebastián Luengas y Nicolás Uribe                              | 2:03     |  |
| 18.     | «Me tomas en serio» (Irma/Mariana Gómez)                                    | David Botero, Sebastián Luengas y Nicolás Uribe                              | 3:05     |  |
| 19.     | «Mentiroso» (Irma/Mariana Gómez)                                            | David Botero, Sebastián Luengas y Nicolás Uribe                              | 2:39     |  |
| 20.     | «Nueva vida» (Erick/David Botero e Yeimy Montoya/Gelo Arango)               | David Botero, Sebastián Luengas y Nicolás Uribe                              | 2:57     |  |
| 21.     | «Perdóname (Versión de Charly)» (Charly Flow/Alejo Valencia)                | David Botero, Sebastián Luengas y Nicolás Uribe                              | 3:20     |  |
| 22.     | «Voy a olvidarme» (Erick/David Botero)                                      | David Botero, Sebastián Luengas y Nicolás Uribe                              | 3:20     |  |
| 23.     | «Perdóname (Versión de Yeimy)» (Yeimy Montoya/Gelo Arango)                  | David Botero, Sebastián Luengas y Nicolás Uribe                              | 3:20     |  |
| 24.     | «Qué flow» (Erick/David Botero)                                             | David Botero, Sebastián Luengas y Nicolás Uribe                              | 2:17     |  |
| 25.     | «Reencuentro» (Erick/David Botero e Yeimy Montoya/Gelo Arango)              | David Botero, Sebastián Luengas y Nicolás Uribe                              | 1:58     |  |
| 26.     | «Reflejo (Versión de Charly)» (Charly Flow/Alejo Valencia)                  | David Botero, Sebastián Luengas y Nicolás Uribe                              | 2:27     |  |
| 27.     | «Reflejo (Versión de Yeimy)» (Yeimy Montoya/Gelo Arango)                    | David Botero, Sebastián Luengas y Nicolás Uribe                              | 2:28     |  |
| 28.     | «Si te encontré» (Yeimy Montoya/Gelo Arango)                                | David Botero, Sebastián Luengas y Nicolás Uribe                              | 2:30     |  |
| 29.     | «Somos uno solo» (Yeimy Montoya/Gelo Arango)                                | David Botero, Sebastián Luengas y Nicolás Uribe                              | 3:32     |  |
| 30.     | «Tienes la fuerza (Versión de Erick)» (Erick/David Botero)                  | David Botero, Sebastián Luengas y Nicolás Uribe                              | 3:12     |  |
| 31.     | «Tienes la fuerza (Versión de Yeimy)» (Yeimy Montoya/Gelo Arango)           | David Botero, Sebastián Luengas y Nicolás Uribe                              | 3:12     |  |
| 32.     | «Perdóname (Versión de Chris Vega)» (Chris Vega/Hernán Darío Ramírez Mejía) | David Botero, Sebastián Luengas y Nicolás Uribe                              | 3:20     |  |
| 33.     | «Ser un cantante» (Manuel Turizo)                                           | Nicky Jam, Manuel Turizo, Johnatan Ballesteros, Cristhian Mena y Juan Medina | 3:09     |  |
| 1:29:37 |                                                                             |                                                                              |          |  |

## Récords de audiencia
La reina del flow se posicionó como la serie de mayor audiencia desde el lanzamiento de Caracol Televisión como canal privado en Colombia. Además, logró convertirse en la producción más vista de los últimos 15 años en la televisión colombiana, llegando a resultados de audiencia históricos, con una audiencia del 48,1% y un promedio de índice de audiencia de 16,8 puntos.
Por otra parte, algunos de los episodios de la serie alcanzaron a superar en audiencia a los partidos de la Federación Colombiana de Fútbol transmitidos en la pantalla del canal, logrando una participación de 56,7% y 21,7 de promedio en índice de audiencia.
Tanto ha sido el éxito de esta historia que trascendió la pantalla y llegó a plataformas digitales, donde la música original de la misma logró más de 95 millones de reproducciones,  y fue adquirida por Netflix para su comercialización y Telemundo para su reproducción. En 2019, Televisa con el objetivo de realizar una versión para el mercado mexicano, adquirió a Caracol el libreto llevando el título de La reina soy yo protagonizada por Michelle Renaud, Lambda García y Mane de la Parra.
El éxito de la serie a nivel mundial, motivó que se reafirmaran en la decisión de realizar la  segunda temporada. Esta ya se había anunciado el 9 de octubre de 2018 tras la emisión del final de la serie en Caracol TV, que a modo de sorpresa resultó ser un final de temporada. La segunda temporada inició grabaciones el 16 de enero de 2020 por parte de Caracol Televisión y Teleset.

## Premios y nominaciones

### Premios Emmy Internacional
| Año  | Categoría        | Nominado(a)       | Resultados |
| ---- | ---------------- | ----------------- | ---------- |
| 2019 | Mejor Telenovela | La reina del flow | Ganadora   |

### Premios India Catalina
| Año  | Categoría                                                   | Nominado(a)                                         | Resultado |
| ---- | ----------------------------------------------------------- | --------------------------------------------------- | --------- |
| 2019 | Mejor producción favorita del público                       | Mejor producción favorita del público               | Ganadora  |
| 2019 | Mejor actriz protagónica de telenovela o serie              | Carolina Ramírez                                    | Nominada  |
| 2019 | Mejor talento favorito del público                          | Carolina Ramírez                                    | Ganadora  |
| 2019 | Mejor actor protagónico de telenovela o serie               | Carlos Torres                                       | Nominado  |
| 2019 | Mejor actriz antagónica de telenovela o serie               | Mabel Moreno                                        | Ganadora  |
| 2019 | Mejor actor antagónico de telenovela o serie                | Lucho Velasco                                       | Nominado  |
| 2019 | Mejor talento infantil de la industria audiovisual nacional | María José Vargas                                   | Nominada  |
| 2019 | Mejor director de telenovela o serie                        | Rodrigo Lalinde, Liliana Bocanegra, Silvia Gómez    | Nominados |
| 2019 | Mejor libreto de telenovela o serie (original o adaptación) | Claudia Sánchez, Said Chamie                        | Nominados |
| 2019 | Mejor director de música                                    | David Arias, Nicolás Uribe                          | Nominados |
| 2019 | Mejor editor                                                | Gerson Aguilar                                      | Nominado  |
| 2022 | Mejor telenovela o serie                                    | Mejor telenovela o serie                            | Nominada  |
| 2022 | Mejor director de telenovela, serie o miniserie             | Klych López, Andrés Felipe López y Harold Ariza     | Nominados |
| 2022 | Mejor libreto de telenovela o serie (original o adaptación) | Claudia Sánchez, Said Chamie                        | Ganadora  |
| 2022 | Mejor actriz protagónica de telenovela o serie              | Carolina Ramírez                                    | Ganadora  |
| 2022 | Mejor actor protagónico de telenovela o serie               | Carlos Torres                                       | Nominado  |
| 2022 | Mejor talento favorito del público                          | Carlos Torres                                       | Nominado  |
| 2022 | Producción favorita del público                             | Producción favorita del público                     | Nominado  |
| 2022 | Mejor actor de reparto de telenovela, serie o miniserie     | Juan Manuel Restrepo                                | Nominado  |
| 2022 | Mejor actriz antagónica de telenovela, serie o miniserie    | Diana Wiswell                                       | Nominada  |
| 2022 | Mejor actor antagónico de telenovela o serie                | Lucho Velasco                                       | Ganador   |
| 2022 | Mejor actor o actriz revelación del año                     | Juan Sebastián Palau                                | Nominado  |
| 2022 | Mejor director de música                                    | Nicolás Uribe                                       | Ganador   |
| 2022 | Mejor fotógrafo                                             | Diego Jiménez, Juan Carlos Martínez y Freddy Castro | Nominado  |
| 2022 | Mejor editor                                                | Jerson Aguilar y Carlos Serna                       | Ganador   |

### Produ Awards
| Año  | Categoría                                         | Nominado                                | Resultado |
| ---- | ------------------------------------------------- | --------------------------------------- | --------- |
| 2018 | Mejor Programa con Estrategia Digital             | Mejor Programa con Estrategia Digital   | Ganadora  |
| 2018 | Mejor Escritor o Libretista                       | Claudia Sánchez y David Chamie          | Ganadores |
| 2018 | Mejor Actor de Reparto                            | Andrés Sandoval                         | Nominado  |
| 2018 | Mejor Actor Revelación                            | Juan Manuel Restrepo                    | Nominado  |
| 2018 | Mejor Director de Fotografía                      | Juan Carlos Martínez y Andrés Perdigon  | Nominados |
| 2018 | Mejor Compositor Musical                          | Nicolás Uribe                           | Nominado  |
| 2018 | Mejor Tema Musical de Programa                    | Manuel Turizo Quiero ser un Cantante    | Nominado  |
| 2018 | Mejor Apertura de programa                        | Mejor Apertura de programa              | Nominado  |
| 2021 | Mejor telenovela                                  | Mejor telenovela                        | Nominada  |
| 2021 | Mejor tema musical de programa                    | Quiero ser un cantante de Manuel Turizo | Nominado  |
| 2021 | Mejor Guion - Superserie y Telenovela             | Said Chamie y Claudia Sánchez           | Nominado  |
| 2021 | Mejor Compositor Musical                          | Nicolás Uribe                           | Nominado  |
| 2021 | Mejor Actor Principal - Superserie y Telenovela   | Carlos Torres                           | Nominado  |
| 2021 | Mejor Actriz Principal - Superserie y Telenovela  | Carolina Ramírez                        | Ganadora  |
| 2021 | Mejor Actor de Reparto - Superserie y Telenovela  | Andrés Sandoval                         | Nominado  |
| 2021 | Mejor Actriz de Reparto - Superserie y Telenovela | Mariana Gómez                           | Nominada  |

### Seoul International Drama Awards
| Año  | Categoría                    | Nominado                            | Resultado |
| ---- | ---------------------------- | ----------------------------------- | --------- |
| 2019 | Mejor Telenovela/Serie Drama | Mejor Telenovela/Serie Drama        | Nominada  |
| 2019 | Mejor Dirección de Drama     | Liliana Bocanegra y Rodrigo Lalinde | Nominados |
| 2019 | Mejor Actriz                 | Carolina Ramírez                    | Nominada  |